# Je huis op orde
Je huis op orde is een Nederlands televisieprogramma dat uitgezonden wordt op SBS6. De presentatie is in handen van Viktor Brand, verdere vaste gezichten zijn de leden van het dreamteam; experts op het gebied van opruimen, het huishouden en het inrichten van een huis.

## Format
Een gezin met een vol en rommelig huis waar het zelf geen raad mee weet kan zich aanmelden om mee te doen. In het programma wordt zo goed als de hele inboedel van het gezin, op wat grote meubels na, verplaatst naar een loods in Amsterdam. Daar worden alle spullen gesorteerd uitgestald (met bijvoorbeeld boeken, tijdschriften en cd's niet op stapels of anderszins tegen elkaar aan, maar allemaal apart plat op de grond) en krijgt het gezin twee dagen om uit te zoeken wat ze willen houden. Van de rest bepalen ze of ze het doneren, verkopen, of met inachtneming van afvalscheiding wegdoen. Ze mogen het zelf bepalen, maar als ze te veel willen bewaren probeert het team ze er wel van te overtuigen dat het beter voor ze is om meer weg te doen. Tegelijkertijd neemt het dreamteam het huis onder handen. In de seizoenen 1 en 2 waren dat Eefje Sedee (organizer), Quirine Molhuysen (huishoudexpert) en Florian Nelemans (ontwerper en meubelmaker). In seizoen 3 was Molhuysen de organizer en verzorgde Amanda van Dommele de styling. Uiteindelijk worden alle bewaarde spullen teruggeplaatst in het huis. Dit alles gebeurt binnen een week.

## Kijkcijfers
| Seizoen | Uitzendtijden              | Aantal afleveringen | Start seizoen   | Start seizoen | Einde seizoen   | Einde seizoen | Gemiddelde kijkcijfers |
| Seizoen | Uitzendtijden              | Aantal afleveringen | Datum           | Kijkcijfers   | Datum           | Kijkcijfers   | Gemiddelde kijkcijfers |
| ------- | -------------------------- | ------------------- | --------------- | ------------- | --------------- | ------------- | ---------------------- |
| 1       | Woensdag 21:30 – 22:30 uur | 9                   | 13 oktober 2021 | 582.000       | 8 december 2021 | 598.000       | 556.889                |
| 2       | Woensdag 20:30 – 21:30 uur | 10                  | 4 januari 2023  | 451.000       | 15 maart 2023   | 697.000       | 530.556                |
| 3       | Woensdag 20:30 – 21:30 uur | 8                   | 6 maart 2024    | 673.000       | 24 april 2024   | 715.000       | 731.000                |